# أسطورة خطوط الدم الأربعة

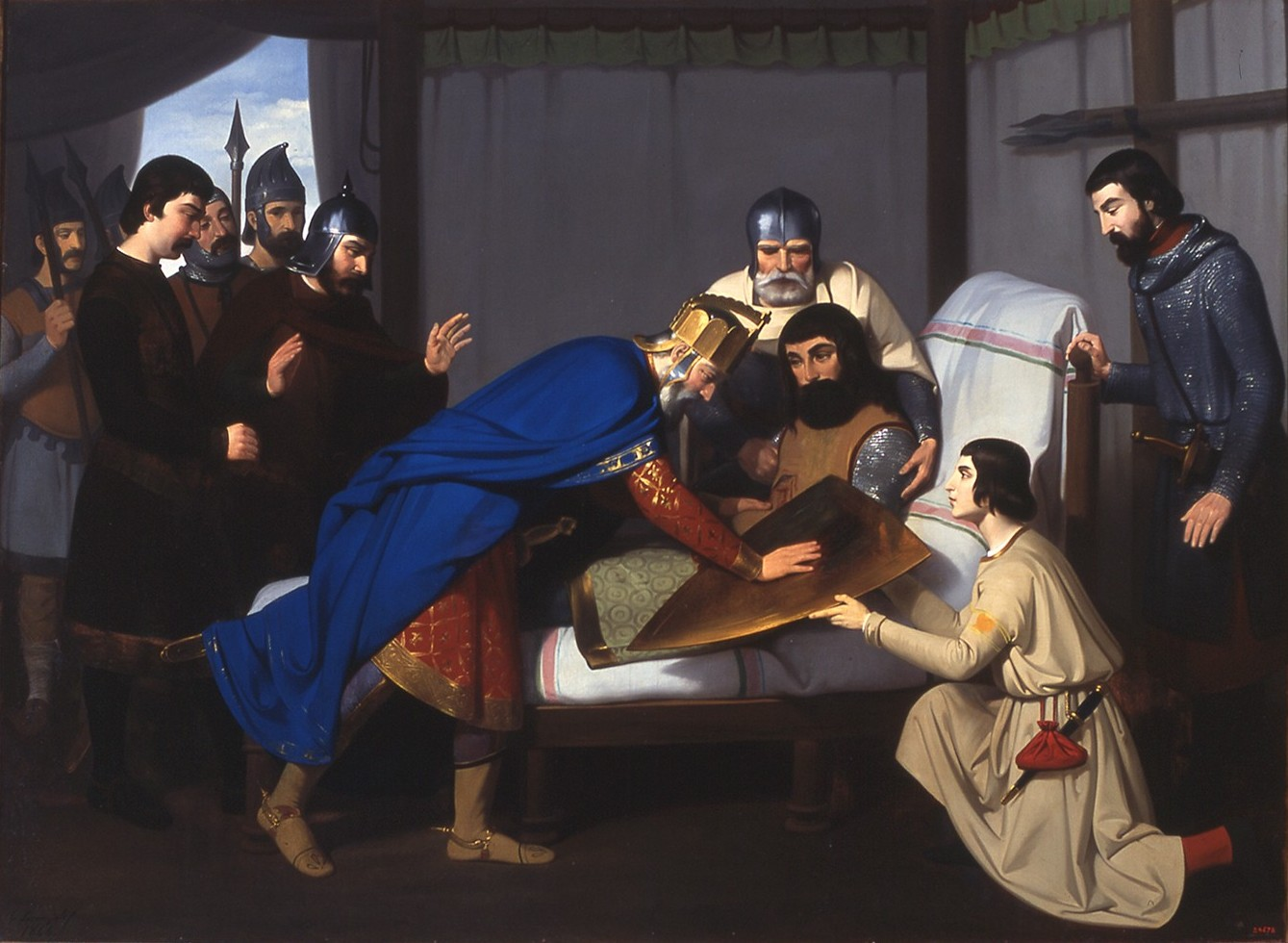

أسطورة خطوط الدم الأربعة هي أسطورة عن أصول سينيرا ريال (الراية الملكية) التي ظهرت لأول مرة عام 1551 في الجزء الثاني من السجل العام لإسبانيا (Segunda parte de la crónica general de España)، وهو سجل  تاريخي حرره بيري أنطوني بيوتر باللغة الإسبانية في فالنسيا. تُرجع هذه الأسطورة أصول الراية الملكية إلى ويلفريد المشعر. وتروي بالتحديد أن علامة خطوط الدم الأربعة أُنشئت بعد معركة ضد النورمان، عندما غمس ملك الفرنجة يديه بدماء جروح ويلفريد المشعر. وقال بعد أن مرر أصابعه على الدرع الذهبي لإيرل برشلونة: «سيكون هذا شعارك، إيرل».
لم تظهر أسطورة خطوط الدم الأربعة في أي عمل تاريخي قبل عمل بيوتر عام 1551، تنتمي الراية الملكية إلى سلالة إيرل برشلونة، رغم أن ملوك أراغون هم من أنشأوها فعليًا في القرن الرابع عشر. ظهرت روايات مبكرة من الأسطورة، في القرن الخامس عشر. فسرت هذه الروايات إنشاء علامة الشعار هذه على أنها بعض علامات من الدم على الدرع الذهبي. أخيرًا، في القرن السادس عشر، لاحظ بيوتر أنه وجد أسطورة ويلفريد المشعر وخطوط الدم في بعض «المخطوطات» المزعومة ولم يضيف أي بيانات إضافية. رغم أنه لا يمكن الإفتراض بيقين مطلق أن بيوتر ألّف هذه الأسطورة، فإنه يبدو من الواضح إلى حد ما إما أن مصدر «المخطوطة» المزعومة يعود إلى مصدر سابق، أو أنها حيلة لتجنب أي نقد لاحق.
كانت الأسطورة الفالنسية لخطوط الدم الأربعة نجاحًا فوريًا ورائعًا نسخه جميع المؤرخين اللاحقين وجعلوه قصة حقيقية. لم يُفقد المؤرخ الكاتالوني خوان دي سانس دي دي باروتيل أي حقيقة في الأسطورة الفالنسية للخطوط الأربعة مصداقيتها حتى عام 1812. وأشار إلى عدم الاتساق التاريخي فيما يتعلق ويلفريد المشعر (840-897). وفي الوقت نفسه، أثبت أخصائي شعارات النبالة فوستينو مينينديز بيدال دي نافاسكويس أن الشعار لم يصل إلى أوروبا حتى الربع الثاني من القرن الثاني عشر (1125-1150). ورغم أن جوان دي سانس دي باروتيل أفقد الأسطورة مصداقيتها التاريخية تمامًا في عام 1812، فإنها بقيت أسطورة جميلة، ولهذا شعر الفنانون بالحاجة إلى إعادة إنتاجها رسوميًا وإضافتها إلى القصائد. يجب عدم الخلط بين الأسطورة الفالنسية لخطوط الدم الأربعة التي ظهرت في القرن السادس عشر مع Liegenda medieval de Guifré el Pilós (أسطورة القرون الوسطى لويلفريد المشعر)، التي جمعها رهبان دير سانتا ماريا دي ريبوي في القرن الثاني عشر.

## أسطورة خطوط الدم الأربعة
عندما يأتي وقت شرح الوقائع المتعلقة بويلفريد المشعر، إيرل برشلونة في الجزء الثاني من السجل العام لإسبانيا، لبيوتر تُضاف حادثة خطوط الدم الأربعة. يشرح بيوتر أن النورمان هاجموا فرنسا فذهب الإيرل ويلفريد المشعر لمساعدة الإمبراطور الفرنجي. وبعد هزيمة النورمان، طلب الإيرل ويلفريد المشعر من الإمبراطور لويس -ليس من المؤكد أي لويس كان، لويس الأول (814-840) أو لويس الثاني (877-879) أو لويس الثالث (879-882)- منحه شعار نبالة. وبناءً على التماسه، اقترب الملك منه وبلل أصابع يده اليمنى في دماء جرح أصيب به الإيرل، ومسحها من أعلى إلى أسفل فوق درع الإيرل الذهبي وقال: «سيكون هذا شعارك يا إيرل».